# Nicole Martin
Pour les articles homonymes, voir Martin.
Nicole Martin, née le 29 septembre 1949 à Donnacona et morte le 19 février 2019 à Montréal, est une auteure-compositeure-interprète, animatrice de télévision, réalisatrice et productrice québécoise.
Chanteuse québécoise, elle est d'abord et avant tout une interprète, mais il lui arrive aussi parfois de se transformer en auteure, compositrice, animatrice, de même que réalisatrice ou productrice, pour elle-même ainsi que pour d'autres artistes.

## Biographie

### Enfance
Nicole Martin naît le 29 septembre 1949 à Donnacona, près de Québec. Ses parents, Simone Brousseau et Joseph Martin, élèvent par la suite leur petite famille dans la Vieille Capitale. Nicole a un frère aîné, Michel, et deux sœurs plus jeunes, Céline et Marie.
Initiée très tôt à la musique et au chant par sa mère qui travaille déjà elle-même comme chanteuse au Château Frontenac ainsi que dans les salles paroissiales pour des mariages et des noces d'or, la jeune Nicole décide elle aussi de tenter sa chance dans le métier. Après avoir étudié le piano, l'accordéon, les percussions et autres instruments de musique pendant dix ans, elle débute en 1963, à l'âge de 14 ans, comme chanteuse et comme animatrice dans les clubs de Québec. Étant mineure et voulant se faire engager, elle n'hésite pas, avec la complicité de sa mère comme chaperon, à se maquiller et à s'habiller de façon à passer tout naturellement pour une fille de 18 ans.

### Début de carrière (1965 - 1970)
À compter de 1965, Nicole s'associe au chanteur Frédéric Boudreau et au vibraphoniste Louis McKinley et ensemble ils font le tour du Québec, se produisant dans tous les cabarets. C'est l'époque du duo Nicole et Frédéric, et ce dernier est aussi le premier grand amour de la chanteuse. Ils travaillent ensemble avec le groupe musical Les Sages pendant cinq ans, et vont endisquer une série de 45 tours en 1967 et 1968 dont Heureux tous les deux, Je t'aime une fois, deux fois, Playboy, Karcasson, Dans l'année 2525 et Premier amour. En 1969, ils lancent même un album 33 tours intitulé Nicole et Frédéric en spectacle, un disque enregistré en public au défunt cabaret « Le Café de l'Est », rue Notre-Dame Est à Montréal. Et donc au bout de cinq années de cette vie passée dans les valises à vivre régulièrement dans des chambres d'hôtels et à se produire dans toutes les régions du Québec, Nicole décide en 1970 qu'il est temps pour elle de passer à autre chose.
Le couple Nicole et Frédéric se sépare donc, et Nicole rencontre le chanteur et producteur Tony Roman qui la transforme en Zerra, un personnage étrange qui chante du rock à la Janis Joplin. Zerra est maquillée outrageusement, coiffée comme une tigresse, et avec ses allures de chasseresse psychédélique à la tête en délire, elle entre nu-pieds sur les scènes des arénas et de l'Autostade de Montréal et chante California de Robert Charlebois, puis du Janis Joplin, du Joe Cocker, du Julie Driscoll... et ce en première partie de, notamment, Johnny Winter, Procol Harum, Jethro Tull et du groupe Chicago. De plus, Zerra devient, avec Robert Charlebois, la seule artiste québécoise à monter sur la scène du mythique Esquire Show Bar de Montréal. Elle endisque même quelques titres (Je vais me marier, Si j'avais ton amour) mais Zerra ne passe pas auprès du public. Elle est arrivée trop tôt, et de plus elle est une femme. Charlebois, lui, peut créer et délirer à souhait, mais pas Zerra. Le Québec, en 1970, n'est pas prêt à évoluer en ce sens, mais il le sera toutefois quelques années plus tard en acceptant d'autres artistes féminines telles qu'Emmanuëlle et la grande Diane Dufresne.

### Carrière solo, première partie (1971 - 1978)
En 1971, après l'épisode Zerra, Nicole Martin est plus que jamais déterminée à tout faire pour réussir à s'imposer comme chanteuse populaire. Elle fait l'heureuse rencontre du producteur Yves Martin qui lui fait signer un contrat et qui lui fait enregistrer un premier album solo et sous son vrai nom. Le succès est enfin au rendez-vous. C'est en 1971 que va prendre forme la vraie carrière de Nicole Martin, celle qui fera d'elle une vedette de la chanson francophone. Ce premier album, intitulé La Première Nuit d'amour, comporte en effet les premiers succès de l'interprète. Outre la chanson titre, les pièces Une photo de toi, Toi mon ami mon amour et Tout tourne et tout bouge vont devenir rapidement très populaires et Tout tourne et tout bouge va être la toute première chanson francophone à tourner dans les stations radiophoniques anglophones du pays. Le succès se poursuit et Nicole Martin s'entoure de bons auteurs-compositeurs dont Pierre Létourneau qui lui signe dès 1972 quelques jolies chansons (Je n'partirai plus, Le monde est beau, Si c'est toi...). En 1973, Nicole enregistre trois titres qui grimpent à une vitesse folle au palmarès (Tes yeux, Jimmy Jimmy et Je t'oublierai) et déjà une compilation de ses plus grands succès est lancée ! Elle tombe amoureuse du chanteur et compositeur Jimmy Bond et elle s'associe avec lui le temps d'un album. Lancé en 1974, le disque Les cœurs n'ont pas de fenêtres est un autre succès et les quelques extraits de ce dernier, dont On est fait pour vivre ensemble, Je veux t'aimer toi, La chanson de notre amour et Nous sommes comme le rock'n'roll sont sur toutes les lèvres. Au Québec, Nicole n'a déjà plus à faire ses preuves, elle a déjà gagné son pari.
Mais en Europe, la partie ne fait que commencer. En juillet 1974, Nicole Martin se rend en France une première fois afin de participer au Festival de la Rose d'Or d'Antibes, un prestigieux festival de la chanson d'expression française qui a lieu sur la Côte d'Azur, à Juan-les-Pins, et elle y récolte un prix d'interprétation avec sa belle chanson Ce serait dommage, écrite par le parolier d'origine russe Boris Bergman. Fière de ce nouvel exploit, elle profite de son séjour en France et se rend à Paris pour l'enregistrement de quelques chansons, dont Tant pis (paroles et musique de Jean Musy) et Pour que l'on s'aime (paroles de Jean Robitaille et musique de Lee Gagnon), qui vont paraître au printemps 1975 sur un album éponyme (Nicole Martin). Ce disque va contenir, outre les titres déjà mentionnés, les succès Oui paraît-il, Mon amour pour toi, Jean-François et Dites-moi, dites-moi, et il va aussi marquer la fin de sa relation tant professionnelle que personnelle avec Jimmy Bond, dont la carrière en pâtira par la suite. Pour l'Année internationale des femmes, Nicole Martin publie à l'été 1975 le 45 tours Les femmes chantent et en 1976, elle s'entoure d'une toute nouvelle équipe constituée entre autres d'Angelo Finaldi, de Jocelyne Berthiaume, de Hovaness 'Johnny' Hagopian, de Germain Gauthier et bien sûr de ceux qui, au fil des années, sont devenus ses amis, Yves Martin et Pierre Létourneau. Elle fait paraître l'album L'Hymne à l'amour qui contient les succès Tu n'peux pas t'figurer, Il suffit, Tous les enfants, L'hymne à l'amour, Quand j’entends cette musique et surtout Au nom de l'amour, un blues sensuel qui devient très populaire à l'émission radiophonique de fin de soirée « Corps à corps » de Stéphan Deval... Sur ce disque se retrouve aussi son unique collaboration avec Luc Plamondon (Avez-vous vu mon chum ?) ainsi que sa très belle version de la chanson du poète acadien Calixte Duguay, Les aboiteaux.
Pendant l'année 1976, elle consolide ses contacts en France et s'entoure de grands noms, dont Francis Lai, Magali Déa, Jean Musy, Eddy Marnay, Michèle Vendôme, Laurence Matalon et Catherine Desage. Avec eux, elle travaille à Paris et lance deux albums importants et très populaires. Le premier, Je lui dirai, paraît en février 1977 et contient dix chansons qui deviennent toutes des classiques de son répertoire. Rien n'est impossible, Cet enfant de toi, La fin du monde, Vivre d'amour, Quand on s'en va le cœur oublie, J'ai peur, Maintenant ou jamais, Je lui dirai, Bravo et Prends-moi… que des succès et rien que des succès ! Le deuxième, Ne t'en va pas, lancé celui-là au printemps 1978, obtient un égal succès. Il suffit de penser à des titres comme Ne t'en va pas, De la pluie à l'amour, Ta vie, Vivre libre, Quelques pas dans la ronde, Ça fait partie des choses, De l'autre côté du mur, Blessée, Un autre jour ou C'est pour lui pour le réaliser. Nicole travaille à Paris, mais aussi parfois à Los Angeles où le compositeur Angelo Finaldi l'amène enregistrer quelques-unes de ses chansons, notamment celles au style plus « groove » que « ballade ». C'est ainsi qu'elle a la chance d'enregistrer Rien n'est impossible, Bravo, Maintenant ou jamais et Prends-moi aux célèbres Record Plant Studios.
Au faîte de sa gloire, Nicole Martin s'envole pour le Japon en novembre 1977 pour participer cette fois au « Yamaha World Popular Song Festival » (appelé aussi le « Yamaha Music Festival ») à Tokyo où elle décroche les grands honneurs avec la magnifique chanson Bonsoir tristesse. Élue meilleure chanteuse mondiale, elle ne peut rêver mieux ! Un album au titre de Bonsoir tristesse est alors lancé au pays du Soleil Levant et paraît sur étiquette des Disques Martin ainsi qu'Elektra et Warner. Après une longue tournée au Japon à chanter ses succès et ceux de Francis Lai (Vivre pour vivre, Love Story, Un homme et une femme), la chanteuse, qui est plus populaire que jamais, et qui a même vendu un million de disques en Russie (avec les 45 tours La fin du monde et L'hymne à l'amour), revient au Québec pour donner de nombreux récitals au Grand Théâtre de Québec et à la Place des Arts de Montréal, en 1978, 1979 et 1981. Elle est alors sur toutes les couvertures de magazines et fait l'objet de nombreux spéciaux télévisés. Parallèlement à cela, Yves Martin, son producteur, lance en 1978 le 33 tours Dix ans de ma vie, qui se vend à plus de 200 000 exemplaires.

### Carrière solo, deuxième partie (1979 - 1987)
L'année 1979 est particulièrement chargée pour Nicole Martin. En plus de participer à la toute première soirée du Gala de l'ADISQ afin d'y interpréter le pot-pourri des chansons finalistes, elle fait paraître trois microsillons: l'album Laisse-moi partir, qui inclut la chanson jazz Soleil ainsi que la chanson disco Tu donnes et je prends et la ballade Mon homme à moi, l'album Collection d'Or - Tout seul au monde et un disque de Noël qui va s'écouler à plus de 300 000 copies (Noël avec Nicole Martin). Elle décide de travailler davantage avec les auteurs-compositeurs du Québec et épuisée par tout ce succès, elle abandonne définitivement sa carrière internationale pour ne se consacrer désormais qu'à son public québécois.
Malheureusement, Yves Martin décède en 1980 à l'âge de 32 ans et, devenue orpheline de producteur, elle décide de continuer sa route et de se produire elle-même. Elle enregistre sous l'étiquette « Les Disques Nicole Martin Inc. » deux albums ambitieux avec plus de 80 musiciens, des disques plus « rock », plus rythmés que ce qu'elle avait fait auparavant (Laissez-moi chanter, 1980, et Une affaire de cœur, 1982) et elle collabore alors avec André Gagnon (pour la chanson Mannequin), Jacques Michel (pour la chanson Comme une fenêtre ouverte), Daniel Mercure (pour le titre Je suis une femme musique), Gilles Valiquette (Cœur usagé, Un jour à la fois, La fille en amour...), le parolier Normand Morin (Je veux chanter / Réflexion, J’ai besoin de toi, Cinéma, L’amour au singulier...), Mouffe (Fais-moi confiance, Vivre ma vie...) et Pierre Bertrand (Sans toi), ainsi qu'avec Stéphane Venne qui lui signe l'une de ses plus belles chansons, Il était une fois des gens heureux (1981) qui devient la chanson thème du film et de la minisérie « Les Plouffe » de Gilles Carle. La chanson remporte le « Prix Génie de la meilleure chanson au cinéma » de l'année 1981 et Nicole l'enregistre aussi dans la langue de Shakespeare pour la version anglaise du film, « The Plouffe Family » (Do You Remember When The World Was Round).
Toujours populaire sur scène, Nicole participe en 1981 au spectacle en hommage à son ami Jean Lapointe à la Place des Nations de Montréal. En 1982, elle sillonne le Québec avec un seul musicien, le pianiste et claviériste François Lanctôt (frère de l'actrice Micheline Lanctôt), afin de présenter son spectacle « Je veux chanter ». Elle choisit cette fois-ci de se produire dans de plus petites salles afin de se rapprocher davantage de son public. Son album Une affaire de cœur, qu'elle présente cette année-là, est réalisé par Gilles Valiquette et contient les chansons Cœur usagé, Pour une fois, Pense à moi, Dis-lui que je l'aime, La fille en amour, Ne viens plus dormir chez moi et Sans toi.
Entre 1983 et 1987, Nicole Martin va lancer sur le marché les albums Nostalgie de Noël (1983, avec, notamment, Angèle Coutu, Fernand Gignac et René Simard), L'Amour avec toi (1984), Il est en nous l'amour (1985), Histoires de femmes (1986) et Grands succès (1987) et va connaître du succès grâce aux chansons-titres de ces albums mais aussi avec la chanson Je l'aime (1984) de Guy Trépanier que Nicole chante en duo avec Martine St-Clair. Elle est alors plusieurs fois nommée à l'ADISQ dans de nombreuses catégories, rend hommage à Jacques Brel (Quand on n'a que l'amour, Ne me quitte pas) et participe à la Fondation Québec-Afrique en chantant dans le projet collectif « Les Yeux de la faim » en 1985. De plus, elle ajoute une nouvelle corde à son arc; en effet, en plus d'être interprète, réalisatrice et productrice, elle devient auteure et compositrice et signe elle-même quelques chansons de cette période, dont Le rock du samedi soir, Pense un peu à moi, et Pars, une chanson qui traite du grave sujet des femmes battues.
Claude Léveillée s'intéresse à elle et lui écrit de très belles chansons avec la collaboration de Pierre Létourneau, dont Mon père et ma mère, On s'aimera et Il est en nous l'amour. Le mélodiste suisse Alain Morisod en fait de même avec Amoureusement et Souffrir et sourire, tout comme Robert Leroux avec L'Amour avec toi et Je t'aime autant qu'avant. Entre 1986 et 1988, la chanteuse connaît aussi d’autres succès sur disque, notamment avec la chanson Plus envie de vivre qui est extraite en 45 tours ainsi qu’avec le titre Téléphone-moi demain, écrit et composé pour elle par ses amis Pierre Létourneau et Angelo Finaldi.
En 1986, le réseau TVA lui propose d'animer la variété « En chansons », de janvier à mai de cette année-là, et elle accepte de relever ce nouveau défi. Elle fait un succès de cette émission et les cotes d'écoute vont grimper au-delà du million de téléspectateurs à chaque semaine de présentation, ce qui est énorme pour une variété. La direction de TVA lui donne alors l'animation de « Showbizz » de septembre 1986 à mai 1987, rôle que va remplir Nicole avec succès. Elle aura des invités de marque dans son show télévisé; de Diane Tell à Céline Dion, d'Herbert Léonard à Eartha Kitt, de Marc Lavoine à Jean Lapointe et de Marjo à Claude Dubois, elle va recevoir des artistes qui ne laissent vraiment pas le public indifférent. Cela permet aussi à Nicole de chanter en duo avec les artistes invités (Fabienne Thibeault, Renée Claude, Claude Léveillée, Jean-Pierre Ferland...) et de s'amuser à faire des imitations fort réussies de Félix Leclerc, de Raymond Lévesque, et même de Tina Turner, qu'elle imite à merveille. Elle donne aussi un bon coup de pouce aux artistes de la relève, dont Roch Voisine qu'elle invite sur scène lors de ses spectacles d'été de 1986.

### Carrière solo, troisième partie (1988 - 2008)
Nicole Martin rencontre le producteur Lee Abbott au début des années 1980, et tombe amoureuse de lui. Ils s'installent ensemble et décident aussi de travailler ensemble. Ils fondent la maison de disques « Les Disques Diva Inc. » en 1988 et pendant deux ans, jusqu'en 1990, ils produisent et réalisent tous les albums de Michel Louvain, de Fernand Gignac et de Michèle Richard, en plus des disques de Nicole elle-même (elle lance son premier CD en 1989, C'est l'amour). Mais en 1991, les choses changent pour le duo Martin-Abbott. Nicole enregistre son album Le Goût d'aimer qui contient les chansons Aimons-nous, C'est plus la peine et Où est passée la tendresse ?, ce dernier titre étant composé pour elle par le chanteur américain Michael Bolton, ainsi qu'un autre de ses nombreux hommages à Édith Piaf (Non, je ne regrette rien), mais surtout, Nicole et Lee travaillent à la réalisation de l'album « Ce soir on danse ! Vol. 1 » qui obtient un vif succès populaire (au-delà de 250,000 copies s'envolent en décembre 1991). Le succès est tel que le couple récidive en 1992 avec les CD « Ce soir on danse ! Vol. 2 » et « C'est Noël on danse ! », puis en 1993 avec « Ce soir on danse ! Vol. 3 ». Cette année-là, au mois de novembre, Nicole Martin lance son dernier album, Un Noël d'amour, et en décembre, elle participe à la radio de CFGL-FM à un spécial de Noël orchestré par l'animateur Jacques Lemieux, auquel participent aussi deux amis de Nicole : les chanteurs Claude Dubois et René Simard. Ce soir-là, la chanteuse lance sa version personnelle de la chanson Les enfants oubliés de Gilbert Bécaud, l'un des quinze titres qui figurent sur le nouvel album.
À partir de 1994, Nicole Martin décide de se consacrer presque exclusivement à son métier de réalisatrice et de productrice, auprès de son conjoint Lee Abbott. Entre 1994 et l'an 2000, les volumes 4 jusqu'à 11 de la série des «Ce soir on danse !» vont paraître, ainsi qu'une autre collection, «Pour party seulement» volumes 1 à 4. Grâce aux ventes incroyables de ces CD, la compagnie « Les Disques Diva Inc. » et ses deux propriétaires ont de quoi sourire, assez d'ailleurs pour que même la multinationale « Warner Music Canada » prenne la décision de distribuer en magasins les produits de la maison « Diva », comme elle le fait pour des artistes aussi connus que Madonna, Phil Collins et Enya ! Encore là, le succès a été au rendez-vous.
En 2001 et 2002, Nicole Martin revient à son métier de chanteuse pour le plus grand plaisir de ses fans, en faisant paraître ses plus grands succès sur deux CD (Mes grands succès, Vol. 1 et 2) et en revenant régulièrement à la télévision (« Michel Jasmin », « La Fureur », « Claire Lamarche », etc.). On la retrouve même en 2005, en caméo, dans le téléroman gay « Cover Girl » de la SRC, aux côtés des acteurs René Richard Cyr et Gilles Renaud.
Nicole Martin est aussi une excellente artiste-peintre. Après avoir débuté en réalisant des reproductions des grands maîtres de l'impressionnisme (Renoir, Degas, Monet...), elle en est venue à créer par la suite son propre style personnel. Elle adore également bricoler et rénover sa demeure.
En tout et pour tout, Nicole Martin a vu plus d'une cinquantaine de ses chansons grimper dans le top 10 des divers palmarès de la chanson québécoise, dont 42 titres qui se sont carrément retrouvés au fil des ans en première position de ces palmarès. D'abord femme, mais aussi chanteuse, animatrice, musicienne, réalisatrice, productrice, auteure, ou encore compositrice... l'on peut bien affirmer qu'avec une carrière pareille à celle-là, étalée sur plus de quarante ans, il est permis de dire que la boucle est bouclée.

### Retour en 2009
L'artiste est invitée à participer en août 2009 à L'événement Patrick Huard 20/40, une fête organisée afin de célébrer les vingt ans de carrière de l'humoriste Patrick Huard ainsi que ses quarante ans de vie. Elle chante pour lui son succès Il était une fois des gens heureux accompagnée par les quatorze jeunes de la cuvée 2009 de Star Académie. L’événement est filmé et présenté à TVA. Nicole Martin obtient un vif succès et elle se voit chaleureusement accueillie par le public et chaudement applaudie par ses pairs du milieu du showbiz. Il n’en faut pas plus pour qu’elle prenne la décision de revenir à la chanson dès la fin de l’année. Elle entre aussitôt en studio et enregistre un tout nouvel album intitulé Cocktail de douceur qui est lancé sur le marché le 16 mars 2010 et qui contient treize standards revisités du répertoire jazz des années 1920, 1930, 1940 et 1950. Parmi ces standards, on y retrouve notamment Que reste-t-il de nos amours ? de Charles Trenet, Les Feuilles mortes de Jacques Prévert et Joseph Kosma ainsi que The Man I Love de George Gershwin. La chanteuse profite aussi de ce nouveau disque pour rendre hommage aux grandes dames du jazz en interprétant Come Rain or Come Shine qu’avaient popularisé Billie Holiday, Dinah Shore et Sarah Vaughan au tournant des années 1940 et 1950. Elle chante aussi Nostalgia (version française de Stormy Weather), P.S. I Love You et Tout le jour, toute la nuit (version française de Night and Day de Cole Porter), trois titres enregistrés à l’origine notamment par Billie Holiday et Frank Sinatra. Elle propose également la chanson C'est si bon, immortalisée en France par Yves Montand et aux États-Unis par Eartha Kitt, ainsi que Plus je t'embrasse (version française de Heart of My Heart de Ben Ryan), une chanson déjà gravée dans la langue de Molière par la chanteuse Blossom Dearie en 1998. De plus, elle reprend son succès personnel de 1976 L'Hymne à l'amour, un texte qu’Édith Piaf a écrit en 1949. Pour l’enregistrement de l’album, qui paraît en vinyle 33 tours comme en disque compact, Nicole Martin fait appel à la pianiste de jazz québécoise Julie Lamontagne qui veille à la direction musicale et aux arrangements orchestraux.
Parallèlement au lancement de ce nouvel opus, Nicole Martin fait paraître en octobre 2010 une anthologie de sa carrière sous la forme d’un coffret de trois CD intitulé Il était une fois… Nicole Martin. L’imposant coffret réunit cinquante chansons qui retracent le long et grand parcours artistique de la chanteuse. Cette dernière revient aussi sur scène : d’abord à l’Espace Dell’Arte le 6 mai 2010 pour un concert qui est capté par la station de radio Rythme FM et présenté en reprise à cette station le jour de la fête des mères, et ensuite un peu partout au Québec en 2011 et 2012, en particulier pour des concerts privés. De toute évidence, le retour de Nicole Martin s’avère bien réussi, puisqu’à l’automne 2010, l’artiste se retrouve en nomination au gala de l’ADISQ 2010 dans la catégorie jazz interprétation pour son récent album Cocktail de douceur.
À l'automne 2011, la chanteuse fait paraître un coffret de deux CD intitulé Joyeux Noël sur lequel elle reprend les grands classiques du temps des fêtes tels que L'enfant au tambour, Le Petit Renne au nez rouge, Danser autour du sapin vert, Promenade en traîneau, C'est l'hiver et Blue Christmas en plus d'y intégrer la réédition remasterisée de son album de Noël de 1979 (Noël avec Nicole Martin).
Le 2 octobre 2012, Nicole Martin publie une suite à son album Cocktail de douceur. Intitulé Cocktail Lounge, l’album contient encore une fois des standards revisités du vaste répertoire jazz et lounge ainsi que quelques classiques de la chanson française. Parmi les douze titres que contient le disque, on y retrouve deux des plus grands succès du compositeur et musicien brésilien Antônio Carlos Jobim : La fille d’Ipanema (The Girl from Ipanema) et Faits pour s’aimer (Desafinado), tous deux traduits en français par le parolier Eddy Marnay. Nicole chante aussi Besame Mucho de la compositrice et pianiste mexicaine Consuelo Velázquez (chanson traduite en français par Serge Lebrail et Pascal Sevran), What a Difference a Day Made (une chanson de 1934 popularisée par Dinah Washington en 1959), En d’autres mots (Fly Me to the Moon) de Bart Howard, Dingue de vous (I Get a Kick Out of You) de Cole Porter (dont le texte francophone est à nouveau signé par Eddy Marnay) ainsi que trois succès venus de France : Hier encore de Charles Aznavour, Venez donc chez moi du tandem Paul Misraki – Jean Féline et La Vie en rose d'Édith Piaf. De plus, l’artiste s’amuse à reprendre l’un de ses propres succès, à savoir la chanson Tes yeux de 1973 (écrite par Gilles Brown et composée par Jimmy Bond) en une nouvelle version à la fois plus jazzy et langoureuse. Pour la direction musicale et les arrangements orchestraux de l’album, Nicole Martin travaille encore une fois avec la pianiste de jazz québécoise Julie Lamontagne et ses musiciens.
Après s'être activée à la promotion de son nouvel album à l'automne 2012 et pendant l'année 2013, la chanteuse se prépare pour une tournée s’échelonnant tout au long de l'hiver et du printemps 2014, tournée qui s'appelle Tout en douceur. Entre-temps, à l'automne 2013, elle a le bonheur de se retrouver en nomination au gala de l'ADISQ 2013 (le 35e) dans la catégorie jazz interprétation pour son album Cocktail Lounge.
La tournée Tout en douceur, présentée un peu partout au Québec en 2014, s'avère un franc succès et la critique à son endroit est fort élogieuse, tant dans Le Journal de Québec que dans Le Journal de Montréal, Le Devoir, Le Droit ou encore sur Canoë (site web). Elle se retrouve d'ailleurs en nomination au gala de l’ADISQ 2014 (le 36e) dans la catégorie spectacle de l'année - interprète.
En 2016, le réalisateur québécois Robert Tremblay tourne le documentaire Nicole Martin : Rien n'est impossible, un portrait de la carrière et de la vie de la chanteuse qu'il présente en mars 2017 à la Société Radio-Canada dans le cadre de la série Les Grands Reportages / Personnalités. À l'automne 2017, Nicole Martin joint sa voix à celles des huit membres de la formation Les Prêtres en interprétant, sur leur album intitulé Noël ensemble, les chansons Trois anges sont venus ce soir et, en duo avec Mario Pelchat, Les anges dans nos campagnes,.

### Mort et hommages
Nicole Martin meurt à Montréal le 19 février 2019, à l'âge de 69 ans. À la suite de cette nouvelle, de nombreux hommages sont rendus à l'artiste par les communautés artistique, journalistique et politique du Québec,,.
Le 2 mai 2019, le Sénat du Canada, via le sénateur Jean-Guy Dagenais, rend hommage à Nicole Martin. Puis le 30 septembre 2019, Nicole Martin reçoit, à titre posthume, la Médaille de l'Assemblée nationale du Québec. Cette reconnaissance lui est rendue par Nathalie Roy, Ministre québécoise de la Culture et des Communications.
En 2021, une tournée d'envergure est créée pour rendre hommage à Nicole Martin. Sous le titre Nicole – Les chansons d’une vie et sous la direction du chef d’orchestre Charles Barbeau, les concerts réunissent sur les diverses scènes québécoises (Place des Arts de Montréal, Cabaret du Casino de Montréal, Salle Albert-Rousseau de Québec, Salle J.-Antonio-Thompson de Trois-Rivières, etc.) douze musiciens, deux choristes et trois chanteuses (Marie Michèle Desrosiers, Marie-Élaine Thibert et l'acadienne Annie Blanchard) ainsi que des images d’archives de Nicole Martin qui défilent en arrière-plan. La mise en scène et la direction artistique sont assurées par le réalisateur Pierre Séguin (La Petite Vie) ainsi que par Lee Abbott, conjoint et gérant de l’artiste. Les chansons revisitent les 50 ans de carrière de la chanteuse, remontant même jusqu'aux toutes premières pièces qu’elle a interprétées.

## Distinctions et nominations

### Prix et distinctions
- 1974 : Festival de la Rose d'Or d'Antibes en France, Premier Prix d'interprétation (avec la chanson Ce serait dommage).
- 1977 : Yamaha World Popular Song Festival au Japon, Grand Prix du Festival (avec la chanson Bonsoir tristesse).
- 1977 : Disque platine au Québec, plus de 100 000 exemplaires de vente pour l'album Je lui dirai.
- 1978 : Disque double platine au Québec, plus de 200 000 exemplaires de vente pour l'album Dix ans de ma vie.
- 1978 : Disque d'or au Québec, plus de 50 000 exemplaires de vente pour l'album Ne t'en va pas.
- 1979 : Disque triple platine au Québec, 350 000 exemplaires de vente pour l'album Noël avec Nicole Martin[4].
- 1979 : Disque d'or au Québec, plus de 50 000 exemplaires de vente pour l'album Laisse-moi partir.
- 1980 : Disque platine au Québec, plus de 100 000 exemplaires de vente pour l'album Tout seul au monde – Collection d’Or paru en 1979.
- 1981 : Gala des Prix Génie au Canada, Prix Génie de la meilleure chanson au cinéma (avec la chanson Il était une fois des gens heureux, thème du film « Les Plouffe » de Gilles Carle).
- 1986 : Disque platine au Québec, plus de 100 000 exemplaires de vente pour le 45 tours Pars, projet fait en association avec le magazine "Le Lundi".
- 1991 : Disque double platine au Québec, 250 000 exemplaires de vente pour l'album Ce soir on danse ! Vol. 1.
- 1992 : Disque platine au Québec, plus de 100 000 exemplaires de vente pour l'album Ce soir on danse ! Vol. 2.
- 1992 : Disque double platine au Québec, plus de 200 000 exemplaires de vente pour l'album C'est Noël on danse !.
- 1993 : Disque platine au Québec, plus de 100 000 exemplaires de vente pour l'album Ce soir on danse ! Vol. 3.
- 1994 : Deux disques d'or au Québec, plus de 50 000 exemplaires de vente pour chacun des albums Ce soir on danse ! Vol. 4 et Ce soir on danse ! Vol. 5.
- 1995 : Disque d'or au Québec, plus de 50 000 exemplaires de vente pour l'album Ce soir on danse ! Vol. 6.
- 1996 : Disque d'or au Québec, plus de 50 000 exemplaires de vente pour l'album Ce soir on danse ! Vol. 7.
- 1997 : Disque d'or au Québec, plus de 50 000 exemplaires de vente pour l'album Ce soir on danse ! Vol. 8.
- 1998 : Disque d'or au Québec, plus de 50 000 exemplaires de vente pour l'album Ce soir on danse ! Vol. 9.
- 1999 : Disque d'or au Québec, plus de 50 000 exemplaires de vente pour l'album Ce soir on danse ! Vol. 10.
- 2001 : Disque d'or au Québec, plus de 50 000 exemplaires de vente pour l'album Nicole Martin – Mes grands succès Vol. 1.
- 2011 : Gala de la SOCAN au Québec, les chansons Laisse-moi partir et Oui paraît-il sont intronisées au Panthéon des Classiques de la SOCAN pour avoir été diffusées plus de 25 000 fois à la radio[40].
- 2019 : Médaille de l'Assemblée nationale du Québec (à titre posthume)[41].

### Nominations
- 1979 : Gala de l'ADISQ au Québec, nominations pour trois Prix Félix (celui de l'interprète féminine de l'année, celui de la production pour l'album Ne t'en va pas et celui du meilleur album pop pour l'album Laisse-moi partir)[42].
- 1981 : Gala de l'ADISQ au Québec, nominations pour deux Prix Félix (celui de l'interprète féminine de l'année et celui du meilleur album pop pour l'album Laissez-moi chanter).
- 1985 : Gala de l'ADISQ au Québec, nominations pour deux Prix Félix (celui de l'interprète féminine de l'année et celui de la meilleure chanson de l'année pour la chanson Je l'aime, en duo avec Martine St-Clair).
- 1986 : Gala de l'ADISQ au Québec, nominations pour deux Prix Félix (celui de l'interprète féminine de l'année et celui de la meilleure chanson de l'année pour la chanson Il est en nous l'amour)[43].
- 1986 : Gala MétroStar au Québec, nomination comme meilleure chanteuse de l'année.
- 1987 : Gala de l'ADISQ au Québec, nomination pour un Prix Félix (celui de l'interprète féminine de l'année).
- 2010 : Gala de l'ADISQ au Québec, nomination pour un Prix Félix (celui du meilleur album de l'année, catégorie jazz interprétation, pour l'album Cocktail de douceur).
- 2013 : Gala de l'ADISQ au Québec, nomination pour un Prix Félix (celui du meilleur album de l'année, catégorie jazz interprétation, pour l'album Cocktail Lounge paru en 2012).
- 2014 : Gala de l'ADISQ au Québec, nomination pour un Prix Félix (celui du meilleur spectacle de l'année - catégorie « interprète », pour la tournée Tout en douceur)[44].

## Discographie

### Albums
- 1969 : Nicole et Frédéric (Révolution ∫ RE-6002)
- 1972 : La Première Nuit d'amour (Disques Campus ∫ C-59301)
- 1973 : Jimmy Jimmy – Disque d’Or (Disques Campus ∫ C-39305)
- 1974 : Les cœurs n'ont pas de fenêtres (Disques Campus ∫ C-69302) (en duo avec Jimmy Bond)
- 1975 : Nicole Martin (Disques Campus ∫ C-69301)
- 1976 : L'Hymne à l'amour (Disques Martin ∫ M-16201)
- 1977 : Je lui dirai (Disques Martin ∫ M-16203)  Platine
- 1977 : Bonsoir tristesse (Disques Martin - Elektra - Warner ∫ P-10473-E) (Paru au Japon seulement)
- 1978 : Ne t'en va pas (Disques Martin ∫ M-16207)  Or
- 1979 : Laisse-moi partir (Disques Martin ∫ M-16218)  Or
- 1979 : Noël avec Nicole Martin (Disques Martin ∫ M-16223) 3 fois  Platine
- 1980 : Laissez-moi chanter (Disques Nicole Martin ∫ NM-01)
- 1982 : Une affaire de cœur (Kébec-Disque ∫ KD-539)
- 1983 : Nostalgie de Noël (Les Productions Guy Cloutier ∫ GC-2205)
- 1984 : L'Amour avec toi (Les Disques Star – Vamp ∫ VR-104)
- 1985 : Il est en nous l'amour (Disques Isba ∫ IS-2003)
- 1986 : Histoires de femmes (Disques Nicole Martin ∫ NM-002)
- 1991 : Le Goût d'aimer (Les Disques Diva ∫ DIVA-C-16)
- 1993 : Un Noël d'amour (Les Disques Diva ∫ DIVC-22)
- 2000 : L'Amour avec toi – Réédition CD (Unidisc ∫ UBK-4088)
- 2010 : Cocktail de douceur (Les Disques Diva / Musicor ∫ MQMCD-2413)
- 2011 : Joyeux Noël (Coffret de 2 CD) (Les Disques Diva / Musicor ∫ MUPSCD-2-6429)
- 2012 : Cocktail Lounge (Les Disques Diva / Musicor ∫ MQMCD-2450)

### Trames sonores
- 1981 : Les Plouffe – Trame sonore du film de Gilles Carle (Disques Pro-Culture ∫ PCP-900)
- 1981 : The Plouffe Family – The Original Soundtrack From the Movie Directed by Gilles Carle (Sefel Records ∫ P-1938)

### Compilations
- 1978 : Dix ans de ma vie (Disques Martin - K-Tel ∫ KF-147) 2 fois  Platine
- 1979 : Tout seul au monde – Collection d'or (Disques Martin ∫ M-16221)  Platine
- 1987 : Grands succès (Les Disques Star – Vamp ∫ STR-9003)
- 1989 : 20 ans d'amour, 20 chansons – C'est l'amour (Les Disques Diva ∫ DIVA-C-09)
- 2001 : Mes grands succès Vol. 1 (Les Disques Diva ∫ DIVC-35)  Or
- 2002 : Mes grands succès Vol. 2 (Les Disques Diva ∫ DIVC-36)
- 2010 : Il était une fois… Nicole Martin (Anthologie - Coffret de 3 CD) (Les Disques Diva / Musicor ∫ MUPSCD-3-6406)

### Simples
- 1967 : Heureux tous les deux - Je t'aime une fois, deux fois (Trans-Canada ∫ TC-3213)
- 1968 : Quand on est amoureux - Écoutez bien (Disques Vedettes ∫ DV-3062)
- 1968 : Playboy - Karcasson (Franco-Élite ∫ FÉ-9359)
- 1969 : Premier amour - Dans l'année 2525 (Révolution ∫ R-2006)
- 1970 : Si j'avais ton amour - Je vais me marier (Zerra) (Révolution ∫ R-2024)
- 1971 : Tout tourne et tout bouge - Une photo de toi (Disques Campus ∫ CS-6008)
- 1972 : Toi mon ami mon amour - Je revis Dieu merci (Disques Campus ∫ CS-6017)
- 1972 : La Première Nuit d'amour - Je n'partirai plus (Disques Campus ∫ CS-6025)
- 1973 : Nous sommes comme le rock'n roll - Je veux t'aimer toi (avec Jimmy Bond) (Disques Campus ∫ CS-6028)
- 1973 : Je t'oublierai - Si c'est toi (Disques Campus ∫ CS-6033)
- 1973 : Tes yeux - Jimmy Jimmy (Disques Campus ∫ CS-6043)
- 1973 : La Première Nuit d'amour / Tout tourne et tout bouge (face A) - Une photo de toi / Toi mon ami mon amour (face B) (Disques Campus ∫ CS-479)
- 1974 : Oui paraît-il - Le monde est beau (Disques Campus ∫ CS-6048)
- 1974 : On est fait pour vivre ensemble - On s'aimera (avec Jimmy Bond) (Disques Campus ∫ CS-6054)
- 1974 : Ce serait dommage - Jean-François (Disques Campus ∫ CS-6056)
- 1974 : Ce serait dommage - Les cœurs n'ont pas de fenêtres (Disques Campus et Sonopresse ∫ CS-40155) (Paru en France seulement)
- 1974 : Les cœurs n'ont pas de fenêtres - Comme il fait beau aujourd'hui (Disques Campus ∫ CS-6060)
- 1974 : Jimmy Jimmy / Tes yeux (face A) - Oui paraît-il / Je t'oublierai (face B) (Disques Campus ∫ CS-480)
- 1975 : Tant pis - Mon amour pour toi (Disques Campus ∫ CS-6062)
- 1975 : La Chanson de notre amour - Qu'est-ce qu'on peut y faire ? (avec Jimmy Bond) (Disques Campus ∫ CS-6064)
- 1975 : Quand on est deux - Laissez-nous notre rock'n roll (Disques Campus ∫ CS-6065)
- 1975 : Les femmes chantent - Dites-moi, dites-moi (Disques Martin ∫ M-10701)
- 1976 : L'Hymne à l'amour - Il suffit (Disques Martin ∫ M-10702)
- 1976 : Tu n'peux pas t'figurer - Les aboiteaux (Disques Martin ∫ M-10703)
- 1976 : Je lui dirai - Tous les enfants (Disques Martin ∫ M-10706)
- 1977 : Rien n'est impossible - Bravo (Disques Martin ∫ M-10710)
- 1977 : Cet enfant de toi - Maintenant ou jamais (Disques Martin ∫ M-10715)
- 1977 : Bonsoir tristesse - J'ai peur (Disques Martin ∫ M-10725)
- 1977 : Bonsoir tristesse - Je lui dirai (You Music - WEA/Warner ∫ Wea-731001) (Paru en France seulement)
- 1978 : Ne t'en va pas - Quelques pas dans la ronde (Disques Martin ∫ M-10732)
- 1978 : Vivre libre - De l'autre côté du mur (Disques Martin ∫ M-10738)
- 1978 : Je t'oublierai - Une photo de toi (réédition) (Disques Millionnaires ∫ MF-100323)
- 1978 : Oui paraît-il - La Première Nuit d'amour (réédition) (Disques Millionnaires ∫ MF-100324)
- 1978 : Tes yeux - Jimmy Jimmy (réédition) (Disques Millionnaires ∫ MF-100325)
- 1978 : On est fait pour vivre ensemble - Les cœurs n'ont pas de fenêtres (réédition) (Disques Millionnaires ∫ MF-100326)
- 1979 : L'Hymne à l'amour - Bravo - La fin du monde (Disques Capitol ∫ C-70461) (Paru en Russie seulement)
- 1979 : Laisse-moi partir - Instrumental (Disques Martin ∫ LP.M-16218-D.J. (Y-5053))
- 1979 : Quand on n'a que l'amour - Instrumental (Disques Martin ∫ LP.M-16218-D.J.2 (Y-5069))
- 1979 : Tout seul au monde - Instrumental (Disques Martin ∫ LP.M-16221-D.J.1 (Y-5090-2))
- 1979 : Glory Alleluia (Disques Martin ∫ LP.M-16223-D.J. (Y-5106))
- 1980 : J'ai besoin de toi - J'ai besoin de toi (reprise) (Disques Nicole Martin ∫ NM-5-1)
- 1980 : L'amour au singulier - Illusions de la nuit (Disques Nicole Martin ∫ NM-5-2)
- 1980 : La ballade de l'eau - Instrumental (Promotion pour Hydro-Québec ∫ HQ-Promo)
- 1981 : Il était une fois des gens heureux - Instrumental (La pente douce) (Disques Pro-Culture ∫ PCP-901)
- 1982 : La fille en amour - Pour une fois (Kébec-Disque ∫ KD-9124)
- 1982 : Pense à moi - Sans toi (Kébec-Disque ∫ KD-9147)
- 1983 : L'Amour avec toi - Je suis une femme musique (Les Disques Star – Vamp ∫ V-7502)
- 1984 : Une fille rétro - Oublie-moi (Les Disques Star – Vamp ∫ V-7506)
- 1984 : Pense un peu à moi - Le Rock du samedi soir (Les Disques Star – Vamp ∫ V-7508)
- 1985 : Je l'aime (avec Martine St-Clair) (Les Disques Star – ADM ∫ ADM-2011)
- 1985 : Il est en nous l'amour - Instrumental (Disques Isba ∫ IS-45-505)
- 1986 : Je t'aime autant qu'avant - Instrumental (Disques Isba ∫ IS-45-507)
- 1986 : Pars - Instrumental (Disques Nicole Martin ∫ NMX-1501)
- 1987 : Amoureusement - Instrumental (Disques Nicole Martin ∫ NM-1502)
- 1987 : Plus envie de vivre - Instrumental (Disques Nicole Martin ∫ NM-1503)
- 1988 : Souffrir et sourire - Instrumental (Disques Nicole Martin ∫ NM-1504)
- 1989 : C'est l'amour - Instrumental (Les Disques Diva ∫ DIVA-45-04)
- 1991 : Aimons-nous (CD simple) (Les Disques Diva ∫ DIVAC-4503-CD)
- 1992 : Où est passée la tendresse ? (CD simple) (Les Disques Diva ∫ DIVAC-4516-CD)
- 1992 : Le Goût d'aimer (CD simple) (Les Disques Diva ∫ DIVAC-4517-CD)
- 1993 : Toujours l'amour (CD simple) (Les Disques Diva ∫ DIVAC-4518-CD)
- 1993 : Les enfants oubliés - Vive le vent (CD simple) (Les Disques Diva ∫ DIVAC-4519-CD)

### Réalisation et production d'albums
- 1976 : Jimmy Bond – J'aime tout de toi (45 tours) (Disques Martin ∫ M-10705)
- 1980 : Nicole Martin – Laissez-moi chanter (Disques Nicole Martin ∫ NM-01)
- 1982 : Nicole Martin – Une affaire de cœur (Kébec-Disque ∫ KD-539)
- 1985 : Nicole Martin – Il est en nous l'amour (Disques Isba ∫ IS-2003)
- 1986 : Nicole Martin – Histoires de femmes (Disques Nicole Martin ∫ NM-002)
- 1988 : Fernand Gignac – Fernand Gignac chante les grands thèmes - Théo et Antoinette (Les Disques Diva ∫ DIVA-C-01)
- 1988 : Francine B. Marsan – Libérez-vous de la cigarette par la méthode Marsan (Les Disques Diva ∫ DIVA-C-02)
- 1988 : Grand-Mère Sourire – Disque pour enfants (Au château des enfants avec Grand-Mère Sourire) (Les Disques Diva ∫ DIVA-C-03)
- 1988 : Michel Louvain – L'amour sera toujours l'amour (Les Disques Diva ∫ DIVA-C-04)
- 1988 : Colette Maher – La Technique Nadeau (Les Disques Diva ∫ DIVA-C-05)
- 1989 : Michel Louvain – Noël avec vous (Les Disques Diva ∫ DIVA-C-06)
- 1989 : Fernand Gignac – Vous souvenez-vous de… (Les Disques Diva ∫ DIVA-C-07)
- 1989 : Michèle Richard – Heureuse enfin (Les Disques Diva ∫ DIVA-C-08)
- 1989 : Nicole Martin – 20 ans d’amour, 20 chansons – C'est l'amour (Les Disques Diva ∫ DIVA-C-09)
- 1989 : Rose Ouellette – Swingnez vot' compagnie (Noël) (Les Disques Diva ∫ DIVA-C-10)
- 1989 : Michel Louvain – Romantique (Les Disques Diva ∫ DIVA-C-11)
- 1990 : Fernand Gignac, Michèle Richard, Michel Louvain – Nos plus belles chansons d'amour (Les Disques Diva ∫ DIVA-C-12)
- 1990 : La Clique – Québécois, nous sommes Québécois (Les Disques Diva ∫ DIVA-C-13-A)
- 1990 : Alain Dagenais – Alain Dagenais (Les Disques Diva ∫ DIVA-C-13-B)
- 1991 : Ce soir on danse ! Vol. 1 (Les Disques Diva ∫ DIVA-C-14), réédition en 2010 (Les Disques Diva / Musicor ∫ MUPSCD-6397) 2 fois  Platine
- 1991 : Yvon Crever de rire en spectacle (Les Disques Diva ∫ DIVA-C-15)
- 1991 : Nicole Martin – Le Goût d'aimer (Les Disques Diva ∫ DIVA-C-16)
- 1992 : Ce soir on danse ! Vol. 2 (Les Disques Diva ∫ DIVA-C-17), réédition en 2010 (Les Disques Diva / Musicor ∫ MUPSCD-6398)  Platine
- 1992 : C'est Noël on danse ! (Les Disques Diva ∫ DIVA-C-18), réédition en 2010 (Les Disques Diva / Musicor ∫ MUPSCD-6405) 2 fois  Platine
- 1993 : Ce soir on danse ! Vol. 3 (Les Disques Diva ∫ DIVA-C-19), réédition en 2010 (Les Disques Diva / Musicor ∫ MUPSCD-6399)  Platine
- 1993 : Nicole Martin – Un Noël d'amour (produit en 1993 et publié en 1994) (Les Disques Diva ∫ DIVC-22)
- 1994 : Ce soir on danse ! Vol. 4 (En français) (Les Disques Diva ∫ DIVC-20)  Or
- 1994 : Ce soir on danse ! Vol. 5 (En français) (Les Disques Diva ∫ DIVC-21)  Or
- 1995 : Ce soir on danse ! Vol. 6 (Beatles) (Les Disques Diva ∫ DIVC-23)  Or
- 1995 : Dancing on Abbey Road (Les Disques Diva ∫ DIVC-24)
- 1995 : Dancing with Santa Claus (Les Disques Diva ∫ DIVC-25)
- 1996 : Ce soir on danse ! Vol. 7 (Les Disques Diva ∫ DIVC-26)  Or
- 1996 : Pour party seulement Vol. 1 (Les Disques Diva ∫ DIVC-27)
- 1997 : Ce soir on danse ! Vol. 8 (Les Disques Diva ∫ DIVC-28)  Or
- 1997 : Pour party seulement Vol. 2 (Les Disques Diva ∫ DIVC-29)
- 1998 : Ce soir on danse ! Vol. 9 (Les Disques Diva ∫ DIVC-30)  Or
- 1998 : Pour party seulement Vol. 3 (Les Disques Diva ∫ DIVC-31)
- 1999 : Ce soir on danse ! Vol. 10 (Les Disques Diva ∫ DIVC-32)  Or
- 1999 : Pour party seulement Vol. 4 (Les Disques Diva ∫ DIVC-33)
- 2000 : Ce soir on danse ! Vol. 11 (Les Disques Diva ∫ DIVC-34)
- 2001 : Nicole Martin – Mes grands succès Vol. 1 (Les Disques Diva ∫ DIVC-35)  Or
- 2002 : Nicole Martin – Mes grands succès Vol. 2 (Les Disques Diva ∫ DIVC-36)
- 2008 : C'est Noël on danse ! - Édition anniversaire remasterisée (Les Disques Diva, Les Disques Helena et Productions XXI-21 ∫ HEL-2-3707)
- 2010 : Nicole Martin – Cocktail de douceur (Les Disques Diva / Musicor ∫ MQMCD-2413)
- 2010 : Nicole Martin – Il était une fois… Nicole Martin (Anthologie - Coffret de 3 CD) (Les Disques Diva / Musicor ∫ MUPSCD-3-6406)
- 2011 : Michel Louvain – Je n'ai pas changé (Les Disques Diva / Musicor ∫ MUPSCD-6419)
- 2011 : Nicole Martin – Joyeux Noël (Coffret de 2 CD) (Les Disques Diva / Musicor ∫ MUPSCD-2-6429)
- 2012 : Nicole Martin – Cocktail Lounge (Les Disques Diva / Musicor ∫ MQMCD-2450)

### Participations à d'autres albums
- 1978 : Pierre Létourneau - Quand on ne s'aime plus (Disques Martin) - Chanson Quand on ne s'aime plus
- 1979 : Radio Star - Pots-pourris de Jean-Pierre Ferland, Nicole Martin, Robert Charlebois, Ginette Reno, Pierre Lalonde et autres artistes pour le 25e anniversaire de la station de radio CJMS (Disques Martin)
- 1984 : Martine St-Clair – Il y a de l'amour dans l'air (Les Disques Star - Vamp) - Chanson Je l'aime
- 1985 : Fondation Québec-Afrique – Collectif pour l'Éthiopie - Les Yeux de la faim (Kébec-Disque) - Chanson Les Yeux de la faim
- 1985 : Pierre Létourneau – De « Tous les jours de la semaine » à « Plein d'amour » (Disques Isba) - Chanson Quand on ne s'aime plus
- 1988 : Martine St-Clair – Mes plus belles chansons (Les Disques Star - Vamp) - Chanson Je l'aime
- 1998 : Je me souviens – Coffret commémoratif de la chanson québécoise (GSI Musique) - Chanson Il était une fois des gens heureux
- 1998 : Stéphane Venne – Le temps est bon (Disques Citation) – Chanson Il était une fois des gens heureux
- 2000 : Francis Lai – Francis Lai Story (121 Music, Éditions 23) – Chanson Bonsoir tristesse
- 2010 : Luc Plamondon – J'aurais voulu être un artiste (Musicor) – Chanson Avez-vous vu mon chum ?
- 2017 : Les Prêtres – Noël ensemble (MP3 Disques) – Chansons Trois anges sont venus ce soir et, en duo avec Mario Pelchat, Les Anges dans nos campagnes[45]

## Livres
- 1978 : Pierre Brousseau, Une étoile est née : Nicole Martin, Montréal, Héritage, 1978, 93 p. (ISBN 0-7773-3820-3 et 978-0-7773-3820-9, OCLC 671925758)
- 1983 : Marie-Odile Vézina et Edward Rémy, Têtes d’affiche : le grand livre des vedettes, Saint-Eustache, Québec, Éditions du Printemps, 1983, 430 p. (ISBN 2-89264-007-5 et 978-2-89264-007-6, OCLC 15967834)
- 1992 : Robert Thérien et Isabelle D’Amours, Dictionnaire de la musique populaire au Québec de 1955 à 1992, Québec, Institut québécois de recherche sur la culture, 1992, 580 p. (ISBN 2-89224-183-9 et 978-2-89224-183-9, OCLC 27225192, BNF 37445657)
- 1999 : Marcel Brouillard, La chanson en héritage, Outremont, Québec, Québecor, coll. « Biographie », 1999, 280 p. (ISBN 2-7640-0305-6 et 978-2-7640-0305-3, OCLC 40534429)

## Scènes (principales) et shows télévisés
- 1965 – 1969 : Tournée au Québec du duo Nicole et Frédéric.
- 1970 : Autostade de Montréal, Esquire Show Bar de Montréal et arénas divers.
- 1971 – 1972 : Invitée régulière de l'émission « Jeunesse d'aujourd'hui » (appelée plus tard « Jeunesse »).
- 1973 – 1974 : Tournée au Québec avec Jimmy Bond.
- 1976 : La Boîte à chansons de Pierre Calvé.
- 1977 : Tournée au Japon en novembre et décembre.
- 1978 : Émission de Michel Drucker à Paris (« Les rendez-vous du Dimanche »).
- 1978 : « Têtes d'affiche », spécial télévisé d'une heure diffusé à Télé-Métropole en avril.
- 1978 : Tournée « Vivre d’amour » à la Place des Arts de Montréal, au Grand Théâtre de Québec et en province ainsi qu'au Centre national des Arts d'Ottawa.
- 1978 : « Vivre d'amour », spécial télévisé d'une heure diffusé à Télé-Métropole en décembre.
- 1979 : Tournée « Jusqu’à vous » à la Place des Arts de Montréal, au Grand Théâtre de Québec et en province ainsi qu'au Centre national des Arts d'Ottawa.
- 1979 : « Têtes d'affiche », spécial télévisé d'une heure diffusé à Télé-Métropole en mars.
- 1979 : Artiste invitée au premier Gala de l’ADISQ.
- 1979 : « Noël avec Nicole Martin », spécial télévisé d'une heure diffusé à Télé-Métropole en décembre.
- 1981 : Concert en hommage à Jean Lapointe à la Place des Nations de Montréal.
- 1981 : Tournée « Je veux chanter » à la Place des Arts de Montréal, au Grand Théâtre de Québec et au Centre national des Arts d'Ottawa.
- 1981 : « Je veux chanter », spécial télévisé d'une heure diffusé à TVA en novembre.
- 1982 : « Oxfam Québec '82 », spécial télévisé d'une heure diffusé à TVA en décembre.
- 1982 – 1983 : Suite de la tournée « Je veux chanter » partout en province.
- 1983 : Concert au théâtre Le Patriote de Sainte-Agathe-des-Monts.
- 1983 : « Nostalgie de Noël », spécial télévisé d'une heure diffusé à TVA en décembre.
- 1984 : « Vedettes Plus », spécial télévisé d'une heure diffusé à TVA en mars.
- 1984 : Coanimatrice de Michel Jasmin en avril.
- 1984 : « L'Amour avec toi », spécial télévisé d'une heure diffusé à TVA en mai.
- 1984 : Concert au Vieux-Port de Montréal avec Jean-Pierre Ferland.
- 1984 – 1985 : Divers festivals d’été.
- 1985 : Du gramophone au laser (tournée québécoise) avec Jean-Pierre Ferland, Louise Portal et Marie-Claire Séguin.
- 1985 : Concert avec l'Orchestre symphonique de Québec en compagnie de Martine St-Clair.
- 1986 : « En chansons » à TVA de janvier à mai.
- 1986 : Gala 25e anniversaire de TVA (Télé-Métropole).
- 1986 : Divers concerts d’été dont la Fête du Canada à La Ronde.
- 1986 – 1987 : « Showbizz » à TVA de septembre à mai.
- 1987 : Concert à la Salle André-Mathieu de Laval.
- 1989 : Artiste invitée au Gala MétroStar.
- 1991 : Concert au Festival de Sorel-Tracy.
- 2005 : Comédienne dans la série « Cover Girl » de la Société Radio-Canada.
- 2009 : Hommage à Patrick Huard au Théâtre du Nouveau Monde.
- 2010 : Concert à l’Espace Dell’Arte de Montréal.
- 2010 : « Deux filles, le matin », spécial télévisé d'une heure diffusé à TVA en mai avec la participation de Patrick Huard.
- 2011 : Concert au Studio 12 de la Société Radio-Canada.
- 2014 : Tournée « Tout en douceur » partout au Québec[46].
- 2017 : Les Grands Reportages – Personnalités : « Nicole Martin, Rien n'est impossible » du réalisateur Robert Tremblay[47].
- 2017 : Concert au Festival rétro de Joly, à Saint-Janvier-de-Joly[48],[49].
- 2018 : Concert au Festival Lorettain[50].